# Daniele Demma
Daniele Demma (Cosenza, 22 agosto 1957 – Milano, 6 novembre 2017) è stato un attore, doppiatore e autore televisivo italiano.

## Biografia
Nato a Cosenza il 22 agosto 1957, Demma si diplomò come attore nel 1978 presso la Civica Scuola d'Arte Drammatica Piccolo Teatro di Milano. Tra il 1978 e il 1986 prese parte a spettacoli teatrali messi in scena da compagnie private o Cooperative teatrali quali Cooperativa Teatro della Selva, Teatro Stabile di Brescia, Teatro Stabile di Torino, Teatro Out-Off, Teatro Stabile di Como.
Nel 1986 comincia la sua attività di doppiatore presso varie case di doppiaggio di Milano: Merak Film, S.E.D.E., e Studio PV.. Nel corso della sua carriera fu la voce ufficiale di numerosi personaggi; tra gli altri, i suoi ruoli più celebri includono l'Enigmista nelle varie serie animate e videogiochi di Batman, Brook in One Piece, Kururu in Keroro, Orko in He-Man and the Masters of the Universe, GoGo Dodo in I favolosi Tiny, Cherit in Huntik - Secrets & Seekers, Charles Ruttheimer III in Daria, Wooldoor Sockbat in Drawn Together, e Daxter nella serie di videogiochi Jak and Daxter.Avrebbe inoltre doppiato Diddy Kong nella serie animata Donkey Kong Country.
Nel 1989 comincia la sua collaborazione con il programma televisivo Bim Bum Bam, nel quale diede la voce al pupazzo Ambrogio, oltre a scrivere ed eseguire alcune canzoni. Dal 1990, per il noto programma, scrive e recita in alcuni sceneggiati, tra cui Batroberto (parodia di Batman interpretata da Roberto Ceriotti), Karlenstein (parodia di Frankenstein),  L'incredibile Debbi, Giovani intraprendenti offresi per lavoro qualunque genere e Il villaggio dei Corsari (quest'ultime tre assieme a Carlo Sacchetti). Sempre in Bim Bum Bam partecipò come attore anche in Investigatori invisibili.
Nel 1994 collabora alla realizzazione de L'isola del tesoro, parodia musicale dell'omonimo romanzo, diretta da Stefano Vicario e trasmessa su Canale 5. Nel 1995 scrive ed interpreta "Deprex", breve programma di attualità parodistica per cui realizzò anche delle finte copertine di CD, prodotti sponsorizzati e canzoni, tra cui parte della sigla assieme a Maurizio Pagnussat.
Nel 1996 partecipa all'ideazione del programma per ragazzi Game Boat, per il quale inizia anche l'attività di autore di telepromozioni. Nel 1998 è autore del programma televisivo Amico Cucciolo, condotto da Susanna Messaggio e in onda su Rete4. Fu anche autore dello spettacolo "Natale Bimbi 1999", prodotto da FIAT e presentato da Simona Ventura e dal Gabibbo.
È anche apparso nelle pubblicità patatine Grand Pai, fazzoletti Tempo e Asti Cinzano. Ha inoltre realizzato in computer grafica la sigla di testa di Ciao Ciao Mix e una interfaccia di comunicazione per la fiction di Bim Bum Bam I Misteri di Glenarvon. Nel 1999 comincia a collaborare con l'agenzia di comunicazione Gruppo Creativa, realizzando animazioni 2D e 3D per congressi aziendali.
Prese parte al tredicesimo episodio dell'undicesima stagione e al primo episodio della dodicesima stagione della sitcom Casa Vianello, interpretando i ruoli, rispettivamente, del signor Bieffe (un mercante d'arte) e del maggiordomo.
È morto a Milano il 6 novembre 2017, all'età di 60 anni.

## Filmografia

### Televisione

#### Attore
- Bim Bum Bam (programma, 1989-2002) - anche ideatore, scrittore, e doppiatore del pupazzo Ambrogio.
- Telepromozioni per Game Boat (dal 1996).
- Casa Vianello (sitcom, 2000), ep. La reliquia e Il maggiordomo.[2]
- Finalmente soli (sitcom), episodio Domani sposi (2001).[2]
- Il mammo (sitcom, 2004), nel ruolo del padre di Riccardo.[2]

#### Autore
- Varie scenette, minisceneggiati e parodie per Bim Bum Bam, tra cui le serie BatRoberto (1991-93), Karlenstein (1993, anche co-protagonista insieme a Carlo Sacchetti), L'incredibile Debbi (1993), Giovani, intraprendenti offresi per lavoro qualunque genere (1994), e Il villaggio dei corsari (1995).[2]
- Amico Cucciolo (programma per Rete 4 da luglio a settembre 1998).[2]
- Natale Bimbi 1999, spettacolo prodotto dalla FIAT, presentato da Simona Ventura e dal Gabibbo.[2]
- Emporio per Vivere, promozione di Canale 5 dal 2000.[2]

## Doppiaggio

### Film
- Bruce Dern in 2002: la seconda odissea (ridoppiaggio)
- Aaron Ashmore in The Skulls II
- Phil Barantini in Ned Kelly
- Glenn Plummer in Thursday - Giovedì
- Antonio Fargas in Foxy Brown
- David Wilmot in Rat
- Vincent Castellanos in Un poliziotto a 4 zampe 2
- Bryce Johnson in Chasing Papi
- Donene Kisler in Turbo Power Rangers - Il film
- Jung Suk-yong in The City of Violence
- Fabio Carone in Si Nightmare

### Animazione
- Brook in One Piece - Avventura sulle isole volanti, One Piece 3D - L'inseguimento di Cappello di Paglia, One Piece Film: Z, One Piece Gold - Il film
- Tomar-Re e Ch'p in Lanterna Verde - Prima missione
- Stewart Carter Winthrop III / Ghoul in Batman of the Future - Il ritorno del Joker
- Jack e Scagnozzi di Hammegg in Kimba - La leggenda del leone bianco[3]
- Nataku in X
- Numero Uno in Manie-Manie - I racconti del labirinto
- Muru in Balto - Il mistero del lupo
- Mel in Balto - Sulle ali dell'avventura
- Uchida in Perfect Blue
- Prado in Gli Abrafaxe e i pirati dei Caraibi
- Benge in Vampire Hunter D: Bloodlust
- Claude in City Hunter Special: Guerra al Bay City Hotel
- Jinia in Ken il guerriero - La leggenda del vero salvatore
- Silas in Terkel in Trouble

### Serie televisive
- Cristiano Cerasola in Arriva Cristina e Cristina
- Alpha 6 in Power Rangers Turbo e Power Rangers in Space
- Octoroo in Power Rangers Samurai
- Raphael Sbarge in Murder in the First
- Clifton Collins Jr. in Thief - il Professionista
- Paul Brogren in Piccoli Brividi
- Jim Rash in Community

### Serie animate
- L'Enigmista in Batman (1992, 2ª voce), The Batman[4] e Batman: The Brave and the Bold; Mercurio in Batman: The Brave and the Bold[5]
- Starscream, Thundercracker, Sunstorm, Skywarp, Ramjet e Slipstream in Transformers Animated
- Dottor Vocione, Kury e Mortino in Mirmo!!
- Brook (fino all'episodio 578), Ryuma (risata), Scratchmen Apoo (1ª voce) e Turco in One Piece
- Miyamoto Usagi (2ª voce, ep. 91), Mr. Go e Afro in Tartarughe Ninja
- Yan e Edochin in Twin Princess - Principesse gemelle
- Para e il conduttore del torneo di arti marziali (ep. 64) in Dragon Ball GT
- Re Barba di Tordo e personaggi vari in Le fiabe son fantasia
- Il Bastone Anti-Infortuni (ep. 7x09) e alcuni personaggi vari in Doraemon (serie del 1979)
- Digeri Dingo in Tazmania
- GoGo Dodo ne I favolosi Tiny
- Kururu in Keroro
- Chuck Ruttheimer III in Daria
- Wooldoor Sockbat in Drawn Together
- Dosu Kinuta in Naruto
- Cherit in Huntik - Secrets & Seekers
- Winslow in CatDog
- Benz in Street Sharks - Quattro pinne all'orizzonte
- Menelao in Pippo e Menelao
- Re Luigi in D'Artagnan e i moschettieri del re
- Orko in He-Man and the Masters of the Universe
- Drax in Silver Surfer
- Orrifido in Pazze risate per mostri e vampiri
- Mister Osso in La fabbrica dei mostri
- Davide in Automodelli - Mini 4WD
- Capo in I segreti dell'isola misteriosa
- Sindaco in Un'avventura fantastica
- Shadow in Flint a spasso nel tempo
- Faust VIII in Shaman King
- Romeo in Beyblade G-Revolution
- Messer Ravan in Berserk
- Yuuji Okusu in Slam Dunk
- Gornova astronave in Lost Universe
- Sid in Devil May Cry
- Fein in Zatch Bell!
- Cyrius in Sonic Underground
- Guano in Kappa Mikey
- Arcana in Yu-Gi-Oh!
- Zoldo (dei Quattro Re) in Dragon Ball Z
- Assistenti di Zeno (ep. 41) in Dragon Ball Super
- Direttore dell'ospedale in City Hunter
- Yasu in Mazinger Edition Z: The Impact!
- Roberto (ep. 19) in Un fiocco per sognare, un fiocco per cambiare
- Voce ricorrente in Siamo fatti così
- Sly Rax in M.A.S.K.
- Julian in Walter Melon
- Bloom in Pippi Calzelunghe
- Simsalagrimm, 2 episodi
- Arvind Ravi in Planetes

### Videogiochi
- Daxter in Jak and Daxter: The Precursor Legacy[6] (2001), Jak II: Renegade[7] (2003), Jak 3[8] (2004), Jak X[9] (2005), Daxter[10] (2006), Jak and Daxter: Una sfida senza confini[11] (2009), PlayStation Move Heroes  (2011) e PlayStation All-Stars Battle Royale (2012)
- Lenny in Ty la tigre della Tasmania[12] (2002)
- Corvo in Dreamfall: The Longest Journey[13] (2006)
- Eddy Raja in Uncharted: Drake's Fortune (2007)[14]
- L'Enigmista in Batman: Arkham Asylum[15] (2009), Batman: Arkham City[16] (2011), Batman: Arkham Origins[17] (2013), Batman: Arkham Knight[18] (2015)
- Ermes in God of War III[19] (2010)
- Mutt il rapitore in Alan Wake[20] (2010)
- Voce Narrante/Bombo in Kinectimals[21] (2011)
- Adril Arano in Skyrim[22] (2011)
- Professor Nakayama in Borderlands 2[23] (2012) e Borderlands: The Pre-Sequel[24] (2014)
- Dylan Fuentes in Dead Rising 3[25] (2013)
- Dottor Serrano in Dead Space 3[26] (2013)
- Dottor Carlyle in Far Cry 3: Blood Dragon[27] (2013)
- Polluce in God of War: Ascension[28] (2013)
- Samuel Smith in Assassin's Creed: Rogue[29] (2014)
- La Touche in Assassin's Creed: Unity[30] (2014)
- Dottor Pierre Danois in Call of Duty: Advanced Warfare[31] (2014)
- Generale Drakksath, Arcanotron e Lanciatore d'asce in Hearthstone[32] (2014)
- Il procuratore Layne, Johnny Smiles e una delle guardie ne Il Professor Layton vs. Phoenix Wright: Ace Attorney[33] (2014)
- Tobias Frewer in Watch Dogs[34] (2014)
- Micolash signore dell'incubo e personaggi vari in Bloodborne[35] (2015)
- Theodore Collins e Virgil umano in Fallout 4[36] (2015)
- Erik (Vichingi Sperduti) in Heroes of the Storm[37] (2015)
- Lesion (1ª voce) in Tom Clancy's Rainbow Six: Siege (2015)
- Agente di polizia in Deus Ex: Mankind Divided[38] (2016)
- Scienziato Blarg in Ratchet e Clank [39](2016)
- Personaggi vari in Horizon Zero Dawn (2017)